# Wendjebauendjed
Wendjebauendjed là một tướng lĩnh và là một đại tư tế dưới triều vua Psusennes I thuộc Vương triều thứ 21. Ông chủ yếu được biết đến qua ngôi mộ NRT III tại Tanis.

## Tiểu sử

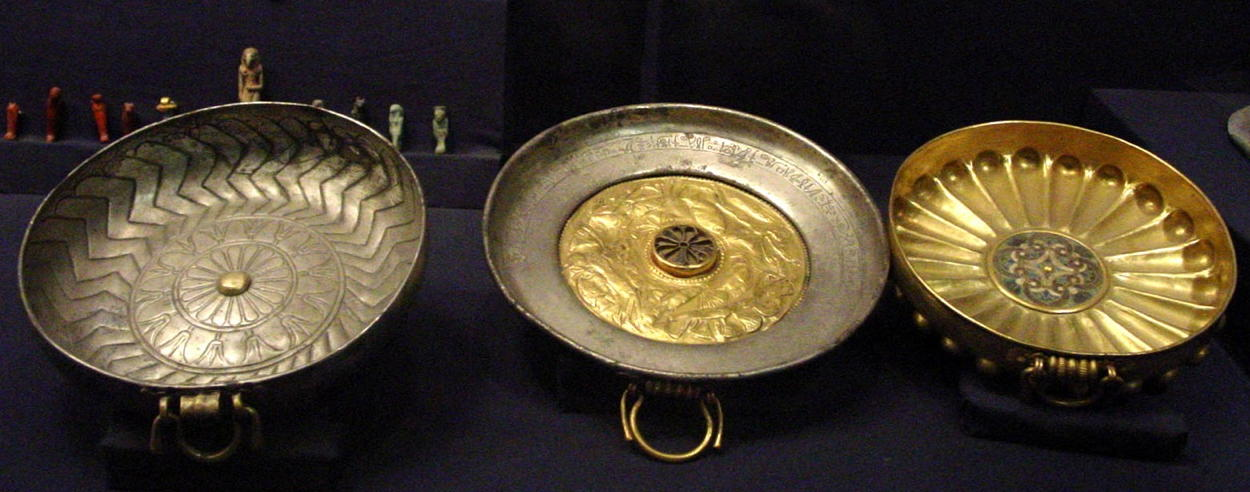
Bát vàng và bạc trong phòng mộ của Wendjebauendjed

Không có nhiều thông tin về cuộc đời của Wendjebauendjed, ngoại trừ những danh hiệu, chức vụ của ông. Wendjebauendjed được phong tặng nhiều danh hiệu về quân sự, hành chính và tôn giáo, như: "Người giữ ấn của Vua", "Tướng quân, người chỉ huy quân đội", "Đại tư tế của Khonsu", "Nhà tiên tri của các vị thần", "Bá tước".
Dựa vào những tước phong, có thể thấy Wendjebauendjed là một đại thần quan trọng trong triều đình bấy giờ. Vì thế, ông là người duy nhất được vinh dự chôn cất cùng với các vị vua tại ngôi mộ NRT III (Tanis), mặc dù ông không phải là một thành viên hoàng gia.
Kết quả phân tích xác ướp cho thấy, Wendjebauendjed có lẽ là người gốc Nubia và qua đời tầm độ 50 tuổi.

## Khai quật
Cái tên Wendjebauendjed được phát hiện bởi Pierre Montet và Georges Goyon vào năm 1939, khi nó được khắc trên các bức tượng shabti bên trong phòng mộ của vua Shoshenq II. Một năm sau, Montet khai quật phòng mộ của vua Psusennes I, và ông tìm được một chuôi dao bằng vàng thuộc về Wendjebauendjed, đặt trên cỗ quan tài của nhà vua.
Sau Thế chiến thứ II, Montet và Goyon tiếp tục khai quật và vào năm 1946, họ phát hiện một căn phòng mới, bên trong vẫn chưa bị xáo trộn, ngay tại ngôi mộ NRT III. Một cỗ quan tài bằng đá granite của một tư tế Amun tên Amenhotep thuộc Vương triều thứ 19 đã được sử dụng lại cho Wendjebauendjed. Cỗ quan tài được phủ vàng lá, bên trong là một cỗ quan tài khác bằng gỗ mạ vàng và thêm một cỗ quan tài bạc nằm trong cùng. Cả hai cỗ quan tài trong đều trong tình trạng khá kém. Mặt của Wendjebauendjed được phủ bằng một mặt nạ vàng. Nhiều trang sức quý như vòng tay, nhẫn, dây chuyền và những tượng vàng được đặt trong quan tài; đáng chú ý là ba cái bát bằng vàng và bạc, và một bức tượng bằng ngọc lưu ly của thần Amun dưới dạng cừu đực. Nhiều tượng shabti và 4 bình nội tạng được tìm thấy xung quanh phòng. Tất cả các vật dụng tang lễ hiện đang nằm ở Bảo tàng Cairo.

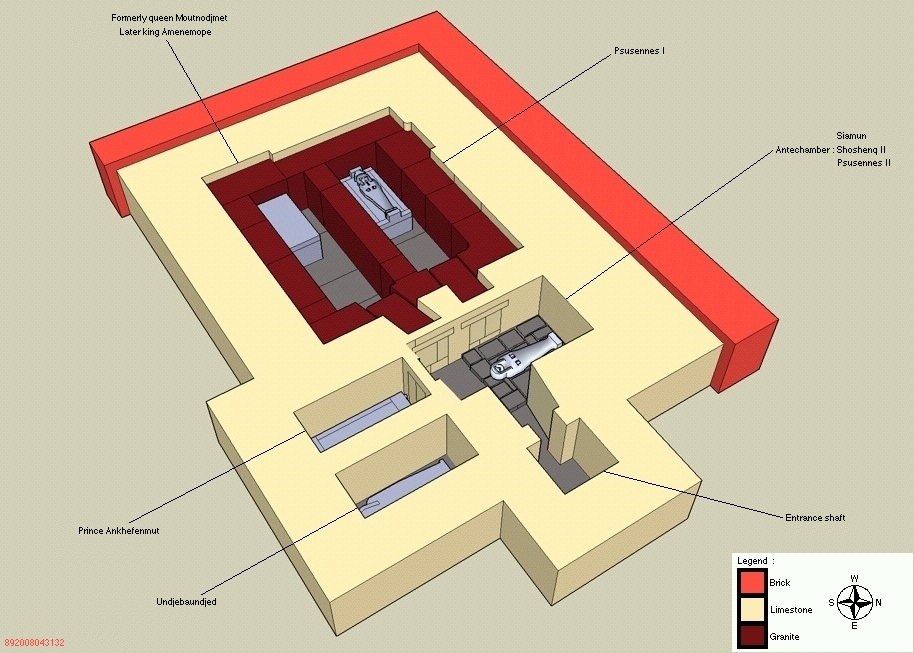
Sơ đồ ngôi mộ NRT III cho thấy nơi mà Wendjebauendjed được chôn cất (góc trái, bên dưới)